# Unione Sportiva Milanese
L'Unione Sportiva Milanese fou un club de futbol de la ciutat de Milà (Itàlia).

## Història

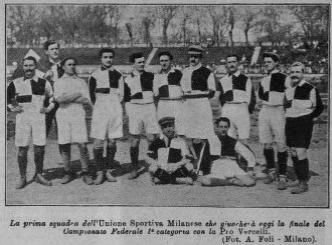
US Milanese el 1909.

El club nasqué el 16 de gener de 1902 al Cafè Verdi de Porta Nuova per un grup d'amics encapçalats per Marley, Buni i Ferrario, els quals decidiren crear una societat esportiva que anomenaren Unione Sportiva Milanese. L'any 1904 decidiren crear una secció de futbol, s'afiliaren a la F.I.F. i adquiriren el primer camp al carrer Via Comasina 6 (actual Via Menabrea). L'uniforme adoptat era a quadres blancs i negres amb pantalons negres i mitjons blancs.
L'any 1905 incorporà molts jugadors de la difunta societat Mediolanum i participà en el seu primer campionat italià. El 1909 adquirí un nou camp a San Siro i 20 de novembre de 1910 inaugurà un altre a Via Stelvio.
La temporada 1922, el club acabà desè del seu grup i baixà a la segona divisió. Aquest mateix any va perdre el camp de Via Stelvio i es traslladà al Velòdrom Sempione, on jugà fins al 1924. Aquest any agafà un nou camp a la zona de Dergano, on romangué fins al 1928.
El 1928, les autoritats feixistes ordenaren la fusió del club amb el FC Internazionale, naixent la SS Ambrosiana. La nova entitat adoptà un uniforme blanc amb una creu vermella al pit, l'escut de la ciutat de Milà. Quan acabà el règim feixista, l'any 1945, la fusió es va desfer i la US Milanese tornà a la vida, desapareixent definitivament l'any següent.

## Futbolistes destacats
Futbolistes del club internacionals amb la selecció italiana:
- Mario De Simoni (7 partits)
- Arturo Boiocchi (6 partits, 1 gol)
- Franco Varisco (2 partits)